# Las Brillantinas
Las Brillantinas es una colectiva mexicana del Museo Universitario de Arte Contemporáneo que difunde artistas y proyectos desde una perspectiva de arte feminista y LGBTQ+.

## Contexto
Durante las protestas en la Ciudad de México, las mujeres han tomado las calles y usado diferentes materiales como protesta y uno de ellos ha sido la brillantina o glitter; por ello esta colectiva lo como símbolo de lucha y como pretexto para compartir proyectos que tienen un impacto artístico y social.
Surge en el año 2020 durante la emergencia sanitaria de COVID-19. Está integrado por Natalia Millán como coordinadora y Citlali Potamu, Betty Árbol, Iurhi Peña como colaboradoras. Además, diversas académicas, estudiantes, artistas, curadoras y mujeres interesadas han formado parte de esta colectiva.
Comparten recomendaciones de materiales como libros, videos, canciones, cursos, películas, etc. creados desde las teorías queer y feministas, además de generar materiales descargables, plataformas y espacios de intercambio para mujeres artistas y disidencias sexogenéricas.
En el marco de la Fiesta del Libro y la Rosa de la Universidad Nacional Autónoma de México, realizan «Libras, Libres y Rosas», una feria de libros impresos y fanizes para visibilizar propuestas autogestivas, métodos de encuadernación e impresión artesanales y en pequeñas series.